# Meike Gottschalk
Pour les articles homonymes, voir Meike et Gottschalk.
Meike Gottschalk, née le 2 novembre 1970 à Hambourg, est une actrice allemande de cinéma, de séries télévisées et de théâtre.

## Filmographie
- 1992 : Freunde fürs Leben (série télévisée)
- 1994 : Au rythme de la vie (Gute Zeiten, schlechte Zeiten) (série télévisée) : Gina
- 1998 : Soko brigade des stups (série télévisée) : Verena Benesch
- 1998 : Ärzte (série télévisée) : Julia Stadler
- 1999 : CityExpress (série télévisée) : Conny
- 2000 : Mission sauvetages (série télévisée) : Dinah
- 2000 : Stadtklinik (série télévisée) : Martina Donner
- 2000 : Ein Samstag dauert 90 Minuten : Jule
- 2001 : Blind Date (court métrage)
- 2002 : Die Wache (de) (série télévisée) : Annette Färber
- 2003 : Tatort (série télévisée)
- 2005 : Taxi nach Ehrenfeld (téléfilm)
- 1995-2005 : Verbotene Liebe (série télévisée, 441 épisodes) : Sophie Levinsky
- 2006 : Stolberg (série télévisée) : Kim Torner
- 2008 : 112 Unité d'urgence (série télévisée) : Marion Krajewski / Silke Maurer
- 2012 : The Mermaids (court métrage) : Jessi
- 2013 : Der Weihnachtskrieg (téléfilm) : Elke
- 2014 : Anti Cupido (court métrage) : Stéphanie
- 2014 : Happy End?! : Mischa
- 1998-2014 : Alerte Cobra (série télévisée) : Carmen Wolff / Tatjana Graf
- 2015 : Toro